# 瓦尔德玛四世
再兴王瓦尔德馬（丹麥語：Valdemar Atterdag，1320年—1375年10月24日），丹麥、文德人與哥特人的國王。在位期間，逐漸收回了丹麥在之前失去的領土，所以被稱為再興王（Atterdag）。

## 生平

### 即位
在瓦爾德瑪四世即位前，其大部分时间在神圣罗马皇帝路易四世位於巴伐利亚的宫廷中度过。1332年荷爾斯泰因-倫茨堡伯爵格哈德三世发动叛乱，推翻丹麥國王克里斯托弗二世的统治。此后8年间，丹麦由格哈德三世領導。直到1340年，尼尔斯·埃勃森擊杀格哈德三世，瓦爾德瑪四世才於維堡被擁立為王。雖透過與什勒斯維希的海爾薇格的婚姻繼承大量領土，瓦爾德瑪四世只能控制日德蘭半島於孔厄河以北的部分土地。
此時丹麥已多年沒有國王統治，沒有人預想到瓦爾德瑪四世相較於他的父親，給貴族帶來更多麻煩。故瓦爾德馬四世並無如他的父親一般被迫簽署憲章。但是瓦爾德馬四世是一個聰明且有決心的人，意識到統治丹麥的唯一途徑是讓全國領土在他的控制之下。尼爾斯·埃勃森於1340年11月2日圍攻森納堡城堡，意圖從荷爾斯泰因伯國手中解放日德蘭半島中部，結果尼爾斯·埃勃森與他的族人同時被德意志人誅殺。

### 丹麥的統一
在克里斯托弗二世在位期間，丹麥已經瀕臨破產，並被分成數部分抵押出去。瓦爾德瑪四世試圖償還債務和收回丹麥的土地，首先運用來自其妻子海爾薇格的嫁妝，並向孔厄河流域農民徵稅而還清日德蘭半島北部的欠款。1344年瓦爾德瑪四世於日德蘭半島南部徵收7,000銀馬克，用以償還債務進而取回北弗里斯蘭。不斷增長的金錢需索，令被過度徵稅的農民難以承擔。
瓦爾德馬四世後將目標轉到西蘭島，當時羅斯基勒主教擁有哥本哈根城堡及鄰近市鎮，他將兩地交給瓦爾德馬四世，為瓦爾德馬四世得以向經過松德海峽的貨物徵稅提供據點，瓦爾德馬四世成為第一位以哥本哈根為統治中心的丹麥國王。其後瓦爾德馬四世持續攻陷或購買其他城堡和要塞，直到他能迫使荷爾斯泰因伯爵撤退。當庫存花光後，瓦爾德馬四世開始以武力收回凱隆堡與索堡城堡。在這場收復失地的運動中，瓦爾德馬四世去到愛沙尼亞與立窩尼亞騎士團進行談判，以19,000馬克將由丹麥控制的愛沙尼亞公國賣給騎士團，因為丹麥人從沒大規模移民到此處，更重要的是這些錢讓瓦爾德馬四世得以還清丹麥的部分貸款。
約1346年瓦爾德馬四世開始發動對立陶宛的十字軍東征。德特馬·馮·呂貝克在方濟各會編年史上指出，瓦爾德馬四世於1346年前往呂貝克，後轉向普魯士與薩克森-拉策堡-勞恩堡公爵埃里希二世會合以攻打立陶宛。然而對立陶宛的十字軍東征沒有取得成果，最終瓦爾德馬四世在沒有教宗的許可下去耶路撒冷朝聖，並成功取得聖墓騎士頭銜以紀念他的成就，但因沒有得到教宗克萊門特六世事先批准這次旅程而遭受譴責。
在回程途中，瓦爾德馬四世聚集了一支軍隊，並著手收回荷爾斯泰因的重鎮沃爾丁堡城堡。1346年底瓦爾德馬四世已經收復西蘭島各地作為自己的國土，他以沃爾丁堡作為他個人的住所，並建立了鵝塔成為該地的標誌。瓦爾德馬四世的高壓稅收政策出名的無情，令反對他的農民不敢貿然叛變。1347年瓦爾德馬四世驅逐德意志入侵者，並再次令丹麥成為統一的國家。
因為收入的增加，瓦爾德馬四世能夠支付一支更強大的軍隊，後因敵人倒戈而得到尼堡城堡、東菲因島和一些小島嶼。瓦爾德馬四世的注意力即轉至仍然是瑞典控制下的斯科訥，此時疫病災難襲擊了整個地區。

## 瘟疫
1349年發生的鼠疫（當時被稱為“黑死病”）意外地到來。傳說瘟疫是由鬼船擱淺在日德蘭半島北部的海岸因而帶來丹麥。人們發現船上死去的人腫脹和面黑，但是為了取去一切有價值的東西而停留足夠長的時間將那些帶有瘟疫病毒的跳蚤帶到丹麥的人民中。人們開始成千上萬的死去。在隨後的兩年內瘟疫尤如森林火災般橫掃丹麥。在里伯主教區中有12個教區消失。一些城鎮根本沒有人存活。約33％至66％丹麥人於1349年至1350年間染上瘟疫。城市居民往往比農村村民死亡率高，因而導致很多人乾脆放棄城鎮。瓦爾德馬四世沒有改變政策，並把他的敵人死亡人數的優勢，使他的土地和財產都有所增長。翌年，雖然農民減少及耕種土地少了，他拒絕以減少稅收。貴族也覺得他們的收入萎縮，稅收負擔更加沉重。接着的數年起義爆發了。

### 最後的收復
1354年瓦爾德瑪四世和貴族們一同會面，成立議會並制定《約束憲章》，以和平解決各方的衝突。憲章規定議會至少須在每年聖約翰節（6月24日）召開一次會議，同時恢復1282年建立的舊制度，恢復克里斯托弗二世簽署憲章前的個人權利。瓦爾德馬四世迅速作出對恢復王權的反應，隨即召集軍隊進軍日德蘭半島南部，奪回被德意志人佔領的數片土地。丹麥人民的叛亂迅速蔓延至菲因島，瓦爾德瑪四世劫掠荷爾斯泰因剩下的領土，並奪取菲因島上未被佔領的地區。國王忽視憲章的條款，證明該憲章是無用的，零星的叛亂仍在繼續。同年，發生造成使北歐遍布恐慌的貨幣危機。
1358年瓦爾德馬四世回到菲因島，嘗試與尼爾斯·布格、其他幾個貴族及兩名主教進行和解。國王拒絕他們提出的條件，他們心懷不滿地離開會議。當他們到達米澤爾法特找到一艘船載他們到日德蘭半島時，受雇來運送他們的漁民謀殺他們。國王瓦爾德馬四世被受指責，日德蘭半島的叛亂分子再次公開叛亂。叛亂者間同意互相支持他們的鬥爭，以恢復國王又一次廢除的權利。
瓦爾德馬四世再次將目光轉向瑞典統治下的斯科訥。1356年瑞典王子埃里克對其父瑞典國王馬格努斯四世發動叛亂，奪去斯科訥和瑞典的其他地區。馬格努斯四世向瓦爾德馬四世求助，許諾如果丹麥國王協助平定叛亂，便贈與他赫爾辛堡。1359年6月21日埃里克突然逝世，馬格努斯四世違背自己的諾言。瓦爾德馬四世無法接受這樣的安排，帶領軍隊越過松德海峽，以迫使馬格努斯四世於1360年放棄赫爾辛堡。奪取赫爾辛堡後，瓦爾德馬四世聚焦於收復斯科訥。馬格努斯四世沒有能力守住斯科訥，斯科訥重回丹麥控制。瓦爾德馬四世即時宣稱自己為哈蘭、布萊金厄與斯科訥的領主。

## 逝世
在位期间，逐渐收回了丹麦在之前失去的领土。尽管他有很多子女，但大多死得很早。他去世时，只有最小的女儿玛格丽特仍然在世。所以，死后丹麦王位其外孙挪威国王奥拉夫四世继承，是为丹麦国王奥拉夫二世。

## 家庭
- 什勒斯維希的海爾薇格（1320-1374）：1340年結婚，石勒蘇益格公爵（英语：Duke of Schleswig）埃里克二世（英语：Eric II, Duke of Schleswig）之女
  - 克里斯多福（英语：Christopher, Duke of Lolland）（1341-1363）：哈蘭公爵（英语：Duke of Halland）
  - 瑪格麗特（1345-1350）
  - 英格堡（1347-1370）：梅克倫堡公爵海因里希三世夫人
    - 阿爾布雷希特四世（英语：Albert IV, Duke of Mecklenburg）（1363-1388）：梅克倫堡-施威林公爵

  - 凱瑟琳（1349）
  - 瓦爾德馬（1350-1363）
  - 瑪格麗特一世（1353-1412）：挪威、瑞典暨丹麥女王
    - 奥拉夫二世（1370-1387）：挪威與丹麥國王

| 瓦尔德玛·阿道戴出生于：1320年逝世於：1375年 | 瓦尔德玛·阿道戴出生于：1320年逝世於：1375年 | 瓦尔德玛·阿道戴出生于：1320年逝世於：1375年 |
| 統治者頭銜                                  | 統治者頭銜                                  | 統治者頭銜                                  |
| ------------------------------------------- | ------------------------------------------- | ------------------------------------------- |
| 空缺上一位持有相同頭銜者：克里斯托弗二世    | 丹麦国王 1340–1375                          | 繼任者： 奥拉夫二世                         |